# Miguel Hidalgo

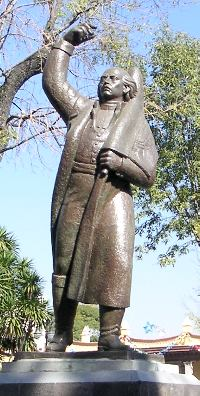
Standbeeld van Miguel Hidalgo in Mexico-Stad

Miguel Gregorio Antonio Ignacio Hidalgo y Costilla y Gallaga Mondarte Villaseñor (Pénjamo, 8 mei 1753 – Chihuahua, 30 juli 1811) was een Mexicaanse priester die de Mexicaanse Onafhankelijkheidsoorlog in gang zette.
Hidalgo was van creoolse afkomst. Hij had gestudeerd in Valladolid, en had daar na zijn priesterwijding in 1778 aanvankelijk ook les gegeven. In 1803 werd hij pastoor van het stadje Dolores (nu naar hem Dolores Hidalgo genoemd) in de hedendaagse deelstaat Guanajuato. Hidalgo was een verwoed lezer van Franse literatuur en een non-conformist. Hij leerde indiaanse talen en brak openlijk kerkelijke voorschriften zoals die van seksuele onthouding voor geestelijken. Hidalgo werd lid van een groep rond Josefa Ortiz de Domínguez en Ignacio Allende die in het geheim plannen smeedde voor een opstand van mestiezen en indianen tegen de Spaanse overheerser, gericht op onafhankelijkheid van Nieuw Spanje.
De groep had een opstand gepland voor 8 december 1810, maar de plannen lekten uit, en op 13 september werden er wapens gevonden bij een huiszoeking bij een van de andere leden van de groep. In de nacht van 16 september luidde Hidalgo daarop de klokken van zijn kerk en hield voor het toegestroomde volk een vurige toespraak over Mexicaanse onafhankelijkheid. Deze gebeurtenis, de Grito de Dolores, was het begin van de Mexicaanse opstand tegen de Spanjaarden.
Hidalgo en Allende leidden hun troep van burgers naar San Miguel. Onderweg haalde Hidalgo uit een kerk een beeltenis van Onze-Lieve-Vrouw van Guadalupe, die als banier van de opstand dienstdeed. San Miguel werd door de opstandelingen veroverd, en tegen Hidalgo's wens in, gingen zijn opstandelingen zich te buiten aan moorden op de Spaanse inwoners en plunderingen. In Celaya gebeurde iets vergelijkbaars. In Guanajuato verschansten de Spanjaarden zich in de lokale graanopslag. Hidalgo's mannen namen het gebouw in en moordden de Spanjaarden uit.
Meer steden vielen nu voor de opstandelingen, met name Zacatecas, San Luis Potosí en Valladolid, en Hidalgo rukte op naar Mexico-Stad. Op 30 oktober kwam het tot een veldslag met het reguliere koloniale leger, de slag bij Monte de las Cruces. Hidalgo was numeriek in de meerderheid, maar vocht wel met een troep slecht georganiseerde burgers tegen een goed uitgerust professioneel leger. Hij wist desondanks te winnen, en de regeringstroepen trokken zich terug naar Mexico-Stad. Hoewel de hoofdstad nu voor hem open lag, besloot Hidalgo de stad niet binnen te trekken. Wel wist hij later nog Guadalajara in te nemen.
Op 17 januari 1811 kwam het opnieuw tot een veldslag met de royalisten, geleid door generaal Félix Calleja, de slag bij Puente de Calderón. Dit keer waren het echter de opstandelingen die op de vlucht werden gejaagd. In maart van dat jaar werd Hidalgo door de Spanjaarden bij Monclova gevangengenomen. Omdat hij een priester was, werd hij niet zoals Allende en de meeste anderen onmiddellijk geëxecuteerd wegens hoogverraad, maar werd hij voor de inquisitie gebracht. Op 31 juli werd hij wegens ketterij en verraad alsnog voor het vuurpeloton gebracht.
Een andere priester, José María Morelos, nam de leiding van de opstand over na Hidalgo's arrestatie. In Mexico wordt Hidalgo nog steeds geëerd als bevrijder en Vader des vaderlands.

## Zaken genoemd naar Hidalgo
- De Mexicaanse staat Hidalgo
- de gemeente Miguel Hidalgo, in Mexico-Stad
- De planetoïde 944 Hidalgo
- Hidalgo County, New Mexico, VS
- Hidalgo County, Texas, VS

- Bibsys: 9060341
- Biblioteca Nacional de Chile: 000351008
- Biblioteca Nacional de España: XX865737
- Bibliothèque nationale de France: cb11960285v (data)
- Catàleg d'autoritats de noms i títols de Catalunya: 981058619198406706
- Gemeinsame Normdatei: 118774409
- International Standard Name Identifier: 0000 0001 2126 3545
- Library of Congress Control Number: n50035082
- Nationale Bibliotheek van Tsjechië: ola2016930610
- Nationale Bibliotheek van Israël: 987007271645205171
- Nationale Bibliotheek van Polen: a0000002704787
- Nederlandse Thesaurus van Auteursnamen: 070553777
- SNAC: w6ks72qx
- Système universitaire de documentation: 027597040
- Virtual International Authority File: 30332826
- WorldCat: E39PBJbWvPgKtjxrpVVDQ3HV4q